# Rasa de Confós
La Rasa de Confós és un afluent per l'esquerra de la Rasa de Coll de Port, a la Vall de Lord

## Descripció
Neix a 1.692 metres d'altitud a uns 160 metres al sud del Roc del Migdia de la Colilla. De direcció global N-S, els primers metres del seu curs els fa en direcció SE-NW per tal d'esquivar per la seva banda nord els cingles de Carandella. Ja passats, agafa la direcció cap al SW i a 1.377 m. d'altitud rep per la dreta el Torrent de Cal Tet. A 1.300 m. d'altitud passa pel costat de Cal Fera i dos centenars de metres més avall, pels costat de Cal Tet. Allà ja agafa la direcció N-S que mantindrà fins a la seva desembocadura. Abans, però, passarà per entre Cal Gansola (a l'est) i Cal Cameta (a l'oest) i travessarà dues vegades la carretera LV-4012 de la Coma a Tuixent a l'alçada de la paella que hi ha sobre Cal Cristo. Uns 50 m. després desguassa a la Rasa del Coll de Port a 1.043 m. d'altitud, entre Cal Serni (a l'oest) Cal Cristo (a l'est) i a poc més de 150 m. al NW de Cal Roset.

## Municipis que travessa
Tot el seu recorregut el realitza pel terme municipal de la Coma i la Pedra.

## Xarxa hidrogràfica
La xarxa hidrogràfica de la Rasa de Confós està integrada per un total de 2 cursos fluvials : la mateixa rasa i un afluent per la dreta. La suma de la longitud d'amdós corrents és de 2.612 m.
| Codi del corrent fluvial | Coordenades del seu origen                                  | longitud (en metres) |
| ------------------------ | ----------------------------------------------------------- | -------------------- |
| Rasa de Confós           | 42° 11′ 47.31″ N, 1° 35′ 5.32″ E / 42.1964750°N,1.5848111°E | 1.882                |
| D1                       | Torrent de Cal Tet                                          | 730                  |

## Perfil del seu curs
| metres de curs  | 0     | 250   | 500   | 750   | 1.000 | 1.250 | 1.500 | 1.750 | 1.882 |
| --------------- | ----- | ----- | ----- | ----- | ----- | ----- | ----- | ----- | ----- |
| Altitud (en m.) | 1.692 | 1.530 | 1.390 | 1.290 | 1.238 | 1.203 | 1.132 | 1.069 | 1.043 |
| % de pendent    | -     | 64,8  | 56,0  | 40,0  | 20,8  | 14,0  | 28,4  | 25,2  | 19,7  |